# Сьюзен Трамбор
Сьюзан Трумборе (англ. Susan Trumbore)(1959 ) — американський біогеохімік, фахівець з глобального вуглецевого циклу.

## Біографія
Вивчала геологію у Делаверському університеті (бакалавр геології, 1981). 
Ступінь доктора філософії з геохімії здобула у Колумбійському університеті в 1989, під орудою Воллеса Брокера
. 
В 1989-1991 рр. дослідник-постдок у Ліверморській національній лабораторії, Обсерваторія Землі Ламонт-Доерті, ETH Zurich. 
Асистент-професор (з 1991), асоційований професор (з 1996), з 2000 р. фул-професор Каліфорнійського університету в Ірвайні. 
З жовтня 2009 року директор та науковий член Інституту біогеохімії Макса Планка. 
Почесний професор Єнського університету Фрідріха Шіллера. 
Головред журналу AGU Advances. 
В 2014-2017 рр головний редактор журналу Global Biogeochemical Cycles (GBC). 

## Нагороди та визнання
- 2005: член Американської асоціації з розвитку науки;
- 2005: член Американського геофізичного союзу;
- 2010: член Національної академії наук[4];
- 2015: член Леопольдини[5];
- 2018: медаль Бенджаміна Франкліна[6]
- 2020: премія Бальцана[7]
- 2022: медаль Вернадського[de][8]